# سولومون إتش سنايدر
سولومون إتش سنايدر (بالإنجليزية: Solomon Halbert Snyder)‏ هو طبيب أعصاب وعالم أعصاب أمريكي، ولد في 26 ديسمبر 1938 في واشنطن العاصمة في الولايات المتحدة.